# Junky
Ne doit pas être confondu avec Junk (livre).
Pour l’article ayant un titre homophone, voir Junkie.
Junky (titre original : Junkie: Confessions of an Unredeemed Drug Addict) est un roman de l'écrivain américain William S. Burroughs paru en 1953 (sous le pseudonyme de William Lee) et traduit en français sous le titre Junkie par Catherine Cullaz et Jean-René Major en 1972 aux éditions Pierre Belfond.

## Résumé
Le livre évoque les travers de la dépendance à la drogue dans un récit écrit à la première personne, mais n'étant qu'en partie autobiographique,.